# Paykullia liturata
Paykullia liturata är en tvåvingeart som först beskrevs av Friedrich Hermann Loew 1847.  Paykullia liturata ingår i släktet Paykullia och familjen gråsuggeflugor.
Artens utbredningsområde är Italien. Inga underarter finns listade i Catalogue of Life.